# Jenny Fagerlund
Jenny Mary Ringström Fagerlund, född 1979, är en svensk författare. Hon debuterade som författare 2016 med Drömstigen och har sedan dess givit ut sju romaner och en faktabok.
Fagerlund har en filosofie kandidatexamen i journalistik och multimedia och tidigare arbetat som frilansjournalist, bland annat arbetat för tidningarna Vi i Villa, Mama, Sköna Hem, Lantliv, Amelia och Dagens Industri (DI-Weekend).